# Arado Ar 79
Arado Ar 79 — немецкий многоцелевой тренировочный самолет.
Первый прототип Ar.79 V1 (D-EKCX) совершил первый полёт в 1938 году. Позже были выпущены модификации V2 (D-EDCG) и V3 (D-EHCR). Самолёты испытывались в испытательном центре люфтваффе в Рехлине. C 1939 года самолёты использовались в качестве курьерских. Последний самолёт хранится в берлинском музее техники и транспорта.

## Варианты и модификации
- Ar 79a — изменены двери в кабине.
- Ar 79b
- Ar 79d — изменённый руль направления с большим вырезом внизу.
- Ar 79e

## Страны-операторы модели
Венгрия.
В 1938 году 14 самолетов Ar.79 модификаций b и d переданы в Венгрию. Там эти самолёты летали в военизированных аэроклубах и в составе военно-воздушных сил. Эксплуатировались до 1955 года.

## Рекорды
15 июля 1938 года был совершён перелет длиной 1000 км со средней скоростью 229,040 км/ч, что в то время являлось рекордом. Две недели спустя был установлен новый рекорд, был совершён перелет, с баком большей ёмкости, длиной 2000 км со средней скоростью 229,029 км/ч. В декабре того же года летчики Пулковски и Дженнет совершили сверхдальний перелет из Бенгази (Ливия) в индийский город Гайя. Расстояние в 6903 километра было преодолено без остановок со средней скоростью 160 км/ч. Зимой 1938 года Пулковски и Дженнет планировали совершить сверхдальний этапный перелет по маршруту Берлин-Австралия, но полет закончился трагически: в Мадрасе после взлета перегруженная машина столкнулась с крупной птицей и разбилась, похоронив под собой обоих летчиков.

## Лётно-технические характеристики

Arado Ar 79

Двигатель:
тип: 1 ПД Hirth HM 504-A2
мощность = 105 л. с.
Размах крыла, м = 10,00
Длина самолёта, м = 7,62
Высота самолёта, м = 2,10
Площадь крыла, м² = 14,00
Масса, кг:
пустого самолёта = 460
взлётная = 760
Максимальная скорость, км/ч = 230
Практический потолок, м = 1025